# لیا گیبسن
لیا گیبسن (انگلیسی: Leah Gibson؛ زادهٔ ۳ ژانویهٔ ۱۹۸۵) بازیگر اهل کانادا است. وی از سال ۲۰۰۷ میلادی تاکنون مشغول فعالیت بوده‌است. او یک خواهر دوقلو به نام اِرین دارد. گیبسن در دانشگاه ویکتوریا در میان معدود افرادی بود که از آن‌ها خواسته شده بود تحت برنامه افتخاری این دانشگاه تحصیل کنند و در این دانشگاه روان‌شناسی خواند.
از فیلم‌ها یا برنامه‌های تلویزیونی که وی در آن نقش داشته‌است، می‌توان به سیکل، نگهبانان، گرگ‌ومیش: خسوف، ظهور سیاره میمون‌ها، جسیکا جونز و روزی روزگاری در سرزمین عجایب اشاره کرد.